# Foametea din 1946–1947 (Republica Sovietică Socialistă Moldovenească)
Foametea din anii 1946–1947 din Republica Sovietică Socialistă Moldovenească a fost o perioadă de deprivare alimentară majoră la nivelul populației de la est de Prut, consecință a unui complex de cauze: distrugerile agriculturii provocate de război, seceta, impactul determinant al măsurilor sovietice de supra-colectare de produse alimentare, distrugerea modului tradițional de viață, ascunderea adevărului despre situația reală și lipsa de reacție a statului față de nevoile oamenilor.

## Premise
Caracterul global al colectării produselor alimentare (pe lângă grâu se colectau și alte semințe de culturi vegetale, care puteau fi utilizate în alimentație) de la populația rurală, sub forma unei impuneri economice foarte mari ce includea prestări ce nu puteau fi acoperite de gospodăriile țărănești, a dus la epuizarea oricărei surse de existență. Situația a fost și mai grea în partea de sud, unde atât seceta a fost mai puternică, cât și recoltele mai mici.
Rezervele de grâu au fost epuizate încă din 1945. Comisarii au măturat în toamna anului 1946 toate produsele alimentare din podurile și hambarele cetățenilor. Conducerea URSS considera că respectivele măsuri nu sunt îndeajuns de stricte, astfel gospodăriile țărănești având așa-numite „datorii” de predare a produselor către stat către anul 1947, cu adevărat colosale.
Foametea a afectat major populația Republicii Moldova și Ucraina, cauzând decesul a circa 1 milion de victime. 

## Evoluție
La punctele de alimentare, înființate în sate în iarna 1946/47, norma de pâine se dădea de regulă numai în cazurile când aceste sate dăduseră în prealabil cotele de cereale cerute de către stat. Foametea cea mai dură a durat aproximativ 10 luni, până a apărut recolta anului 1947, astfel că spre sfârșitul acestui an, proporțiile mortalității au început treptat să se reducă.

## Efecte
Lipsa completă de produse de hrană normală pentru o populație foarte numeroasă, consumul de plante și subproduse agroindustriale dăunătoare sănătății, de cadavre și hoituri a provocat o mare creștere a morbidității. Aceasta se referea mai ales la sate, pentru că orașele, în care trăia și nomenclatura sovietică, erau ajutate mult mai bine cu produse alimentare, care erau luate desigur cu forța de la țărani. 
La începutul anului 1947 sufereau de distrofie de la 10 până la 15 la sută din populația sătească. În decembrie 1947 în multe raioane distroficii alcătuiau de la un sfert până la 30 la sută din populație, iar în unele locuri această cifră se ridica până la 80 la sută. Stalin a trimis în Basarabia o comisie în frunte cu Alexei Kosîghin, viitorul „reformator” al URSS de după Hrușciov. Acela a raportat că în RSSM, „cu adevărat, sunt foarte muți distrofici”. Stalin a citit atunci scrisoarea lui Kosîghin la ospețele de noapte de la celebra vilă de sub Moscova și l-a poreclit imediat, râzând copios împreună cu tot Biroul Politic al CC al PCUS și, l-a poreclit pe  Kosîghin „distrofcic”. 
În legătură cu numărul de decese datorat foametei, se vehiculează diverse cifre, de la 200.000 la mai mult. A fost o evidentă creștere a nivelului mortalității în anul 1947 față chiar de anul 1946. Situația era mai gravă iarna și primăvara devreme, când indicii mortalității aproape că se dublau. Un indice foarte înalt este indicat în luna iulie. Aceasta asociate cu migrarea în masă a populației au dus la o catastrofă demografică în rândurile populației din Bucovina de Nord și Basarabia atât în anul 1946, cât mai ales către anul 1947. Foametea a provocat o creștere înspăimântătoare a criminalității. Furturile, mai întotdeauna de produse alimentare, deveniseră fenomenul cel mai obișnuit. Pe la începutul lunii iunie 1946, câteva cazuri de canibalism, dovada foametei îndelungate, au avut loc.
În contextul accentuării foametei la sfârșitul anului 1946 – începutul lui 1947, a sporit numărul celor care decid să treacă Prutul. Urmare a acestui fenomen, grănicerii primesc ordin să fie necruțători față de cei care vor încerca să treacă frontiera. În privința celor prinși, apare ordinul ca aceștia să fie executați pe loc, iar față de cei care reușesc să treacă Prutul – să fie urmăriți pe teritoriul României și, în caz că nu vor putea pune mâna pe ei, să fie împușcați.

### Pierderi umane
Numărul oamenilor care au murit de foame și boli între decembrie 1946 și august 1947 în RSSM este variabil, unele surse dau un minim de 115.000 de oameni care au decedat, altele menționează cifra de 216.000, 250.000 și 300.000; la aceștia adăugându-se alți 350.000 de oameni, care au fost afectați de malnutriție, dar care au supraviețuit..
În timpul foametei, au fost înregistrate 39 cazuri de canibalism.